# 天主教納蒂廷古教區
天主教納蒂廷古教區 （拉丁語：Dioecesis Natitinguensis）是貝寧一個羅馬天主教教區，為帕拉庫總教區的附屬教區。
教區成立於1964年2月10日，位於阿塔科拉省，2010年有教友121,432人（佔轄區總人口17.3%）、廿九個堂區、五十二名司鐸。教區主教為安東尼·撒比·畢歐（Antoine Sabi Bio）。